# Lukousaurus
Lukousaurus („Ještěr od mostu Lu-kchou“) byl zřejmě rod masožravého teropodního dinosaura, jeho zařazení je však velmi nejisté. Fosilie tohoto menšího dinosaura pocházejí z čínského geologického souvrství Lu-feng na území provincie Jün-nan. Lukousaurus zde žil v období spodní jury, asi před 200 až 190 miliony let.

## Popis
Tento rod byl vědecky popsán v roce 1948 čínským paleontologem C. C. Youngem na základě nekompletní lebky. Zdá se, že by mohla patřit jakémusi starobylému ceratosaurovi nebo célurosaurovi. Je však také možné, že zkamenělina vůbec nepatří dinosaurovi, nýbrž jen zástupci příbuzné skupiny Crurotarsi nebo ještě jiné skupiny vyspělých plazů. Rozměry tohoto plaza nelze s jistotou odhadnout.